# Nathalie Blom
Nathalie Blom (1991) è un'ex sciatrice alpina svedese.

## Biografia
Attiva in gare FIS dal dicembre del 2006, in Coppa Europa la Blom esordì il 27 novembre 2007 a Rovaniemi in slalom speciale (44ª) e ottenne il miglior piazzamento il 17 dicembre 2008 a Schruns nella medesima specialità (36ª). Abbandonò le competizioni di alto livello durante la stagione 2009-2010 e la sua ultima gara in Coppa Europa fu la supercombinata di Kvitfjell del 4 dicembre, chiusa dalla Blom al 66º posto; da allora continuò a prendere parte a competizioni minori (campionati nazionali, gare FIS) fino al definitivo ritiro avvenuto in occasione dello slalom speciale dei Campionati svedesi 2011, disputato a Åre il 3 aprile e non completato dalla Blom. In carriera non debuttò in Coppa del Mondo né prese parte a rassegne olimpiche o iridate.

## Palmarès

### Campionati svedesi
- 1 medaglia:
  - 1 bronzo (supergigante nel 2009)